# 大小磨刀

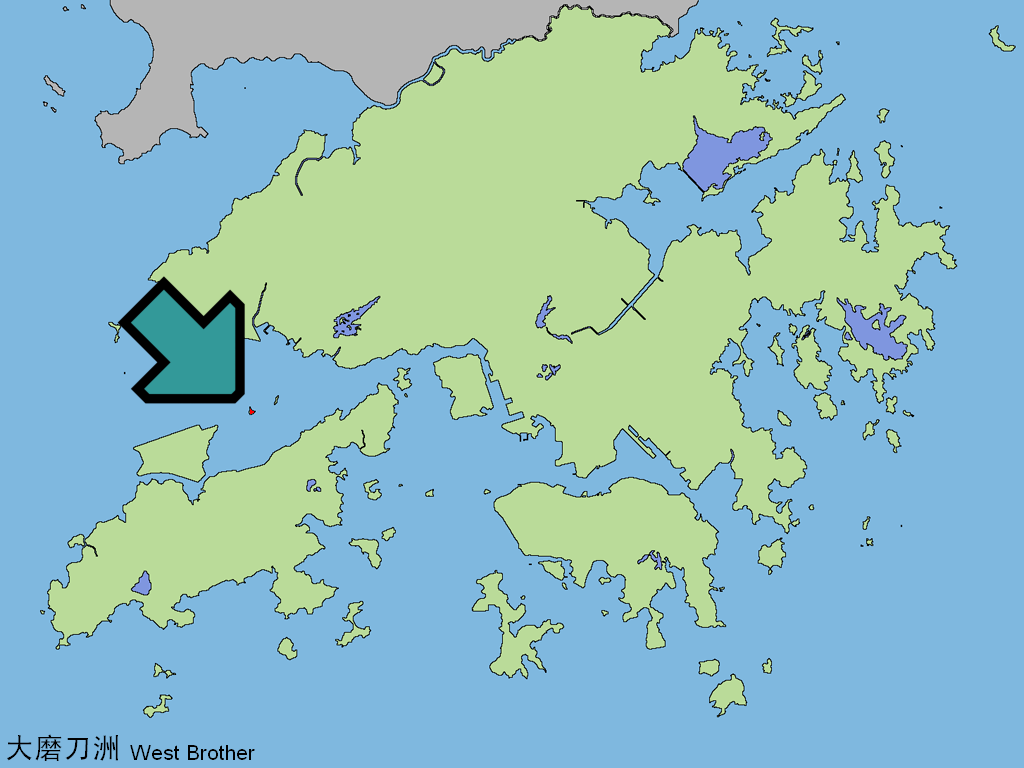
图片显示了大磨刀在香港的位置，小磨刀是位于其东面的岛屿。

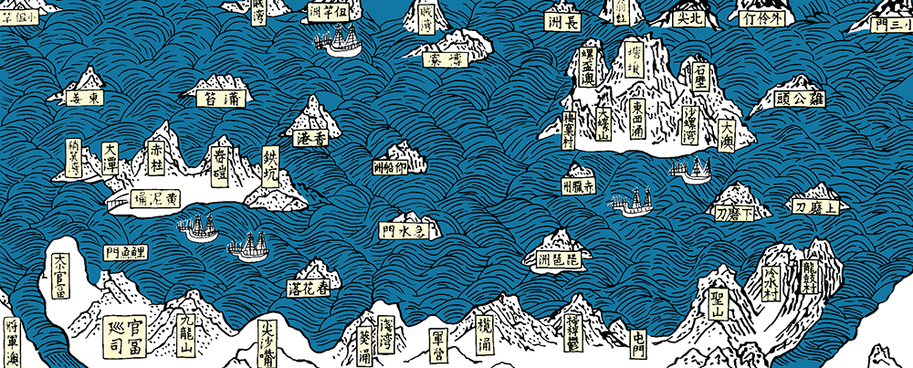
明朝萬曆二十三年 (1595)《粵大記．廣東沿海圖》節錄重繪，圖上為南、圖左為東。下磨刀、上磨刀

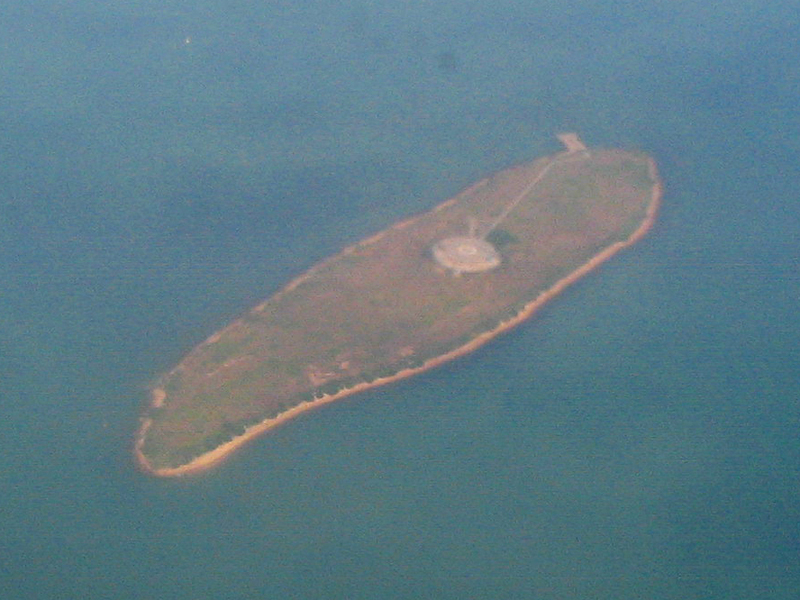
小磨刀

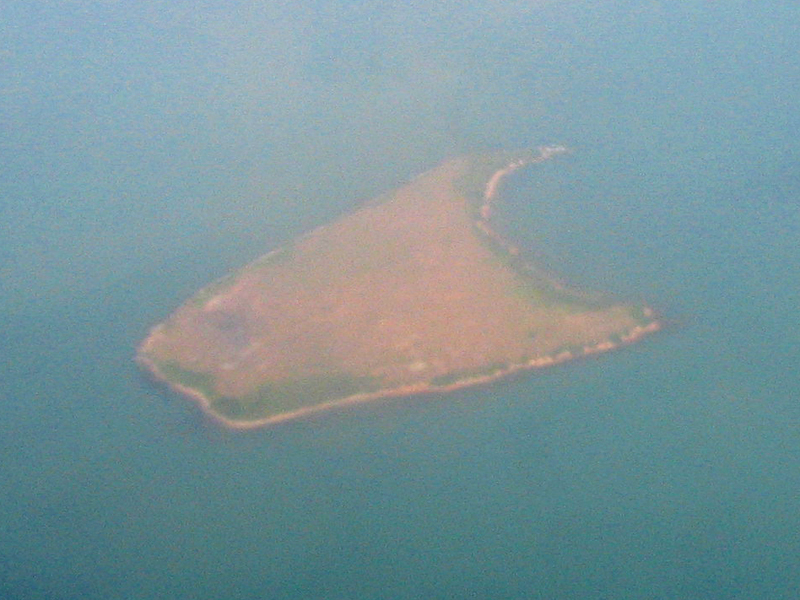
大磨刀

大小磨刀（英語：The Brothers，又作Tai Siu Mo To或Da Siu Mo To），又稱大小磨刀洲、磨刀洲，是指大嶼山以北的三個小島：大磨刀（英語：West Brother，亦作Tai Mo To）、小磨刀（英語：East Brother，亦作Siu Mo To）和匙羹洲（英語：Tsz Kan Chau）。大磨刀洲過去是一個石墨礦場──「五福礦場」的所在地。
在1990年代，為了興建香港赤鱲角新機場，大小磨刀被削平以避免影響飛機升降，以及取得沙石用作填海。現在該地無人居住，只餘下公共直升機坪和小型氣象站等設施。
2007年3月，食物環境衞生署建議於塔門以東、東龍洲以東、大小磨刀以東及西博寮海峽以南等四個地點，設定指定的海葬區。但大小磨刀的建議，受到屯門區議會以未經諮詢為理由強烈反對，故此環境運輸及工務局暫時擱置此地點作為海葬場，等待重新選擇地點。
2016年12月30日，該處定為海岸公園，被稱為大小磨刀海岸公園。

## 事故
- 1908年7月27日，英京輪遇颱風沉沒事故（421死42生還[5][6]）
- 1944年12月24日，嶺南丸被炸沉事件（349死23傷[7][8]）
- 2008年3月22日，龍鼓水道撞船事故（18死7生還）

## 區議會議席分佈
大小磨刀島上沒有任何居民，故只會劃入陸上青山灣三聖墟所屬的選區。
| 年度/範圍    | 2000-2003 | 2004-2007 | 2008-2011 | 2012-2015 | 2016-2019 | 2020-2023 |
| ------------ | --------- | --------- | --------- | --------- | --------- | --------- |
| 大小磨刀全島 | 三聖選區  | 三聖選區  | 三聖選區  | 三聖選區  | 三聖選區  | 三聖選區  |

註：以上主要範圍尚有其他細微調整（包括編號），請參閱有關區議會選舉選區分界地圖及條目。